# Lautenthalite
La lautenthalite è un minerale appartenente al gruppo della devillina.